# Hydrolagus matallanasi
Hydrolagus matallanasi är en broskfiskart som beskrevs av Soto och Vooren 2004. Hydrolagus matallanasi ingår i släktet Hydrolagus och familjen havsmusfiskar. Inga underarter finns listade i Catalogue of Life.
Arten har två populationer i havet öster om Brasilien. Den vistas i regioner som ligger 400 till 740 meter under havsytan. Individerna blir upp till 38 cm långa. De blir vid en längd av cirka 30 cm könsmogna. Antagligen lägger honor ägg.
Några exemplar hamnar som bifångst i fiskenät. Hela populationen minskar. IUCN kategoriserar arten globalt som sårbar (VU).